# النفايات الإلكترونية في إفريقيا
يتم جلب نفايات المعدات الكهربائية والإلكترونية، أو النفايات الإلكترونية، بشكل غير قانوني إلى الدول الأفريقية كل عام. يأتي ما لا يقل عن 250000 طن متري من النفايات الإلكترونية إلى القارة، ووفقًا للمختبرات الفيدرالية السويسرية لعلوم وتكنولوجيا المواد، فإن معظمها في غرب إفريقيا يدخل من أوروبا. تقوم الدول المتقدمة بتحويل الدول الإفريقية المتخلفة إلى سلعة باعتبارها أماكن لإلقاء نفاياتها الإلكترونية، وبسبب سوء اللوائح ونقص مؤسسات الإنفاذ، يتم تشجيع الإغراق غير القانوني. حاليًا، أكبر موقع لإلقاء النفايات الإلكترونية في إفريقيا هوأغبوغبلوشي في غانا. في حين أن ولايات مثل نيجيريا لا تحتوي على مواقع للنفايات الإلكترونية مركزة مثل أغبوغبلوشي، إلا أنها تمتلك عدة مواقع صغيرة.
توجد مؤسستان تنظيميتان للنفايات الإلكترونية في أفريقيا: اتفاقية بازل واتفاقية باماكو. نظرًا إلى أن المؤسسة السابقة تعد النفايات الإلكترونية خطرة، فإنها تسعى إلى التحايل على نتائج الصحة العامة السلبية التي تنجم عن تداول المعدات الكهربائية والإلكترونية. تحرق مواقع الإغراق غير الرسمية المواد الخطرة، ما يؤدي لاحقًا إلى تعريض الأفراد للأبخرة السامة، وتلويث إنتاج المحاصيل، وما إلى ذلك. على وجه الخصوص، تصدر أوروبا والمملكة المتحدة المخلفات الإلكترونية إلى العديد من الدول الإفريقية غالبًا على شكل تبرعات أو منتجات مستعملة. تنتج الدول الأفريقية نفسها ما بين 50 و 85٪ من نفاياتها الإلكترونية بينما يجري استيراد الباقي من الدول المتقدمة.
اقتصاديًا، يمكن أن تحمل النفايات الإلكترونية مواد عالية القيمة يمكن أن تؤدي إلى فرص مالية لبعض الدول الأفريقية. بلغت مواد النفايات الإلكترونية التي حُصل عليها من إفريقيا 3.2 مليار دولار أمريكي في عام 2019، مما يجعل تداولها وإصلاحها مساعي اقتصادية للأفراد الأكثر فقرًا. على هذا النحو، فإن التجارة العالمية للنفايات الإلكترونية تفسح المجال لنظام يشبه الأعمال التجارية في بعض الدول الأفريقية مثل غانا. غالبًا ما يُنفذ استخراج المواد الخام مثل النحاس من قبل عمال غير مدربين وغير رسميين يحتاجون إلى معدات واقية ويقعون بالقرب من الأماكن التي يمكن أن يتعرض فيها الأطفال للخطر. تنبع العديد من الآثار الاقتصادية والصحية والسياسية من تجارة هذه المواد.

## إنتاج وتجارة المخلفات الإلكترونية

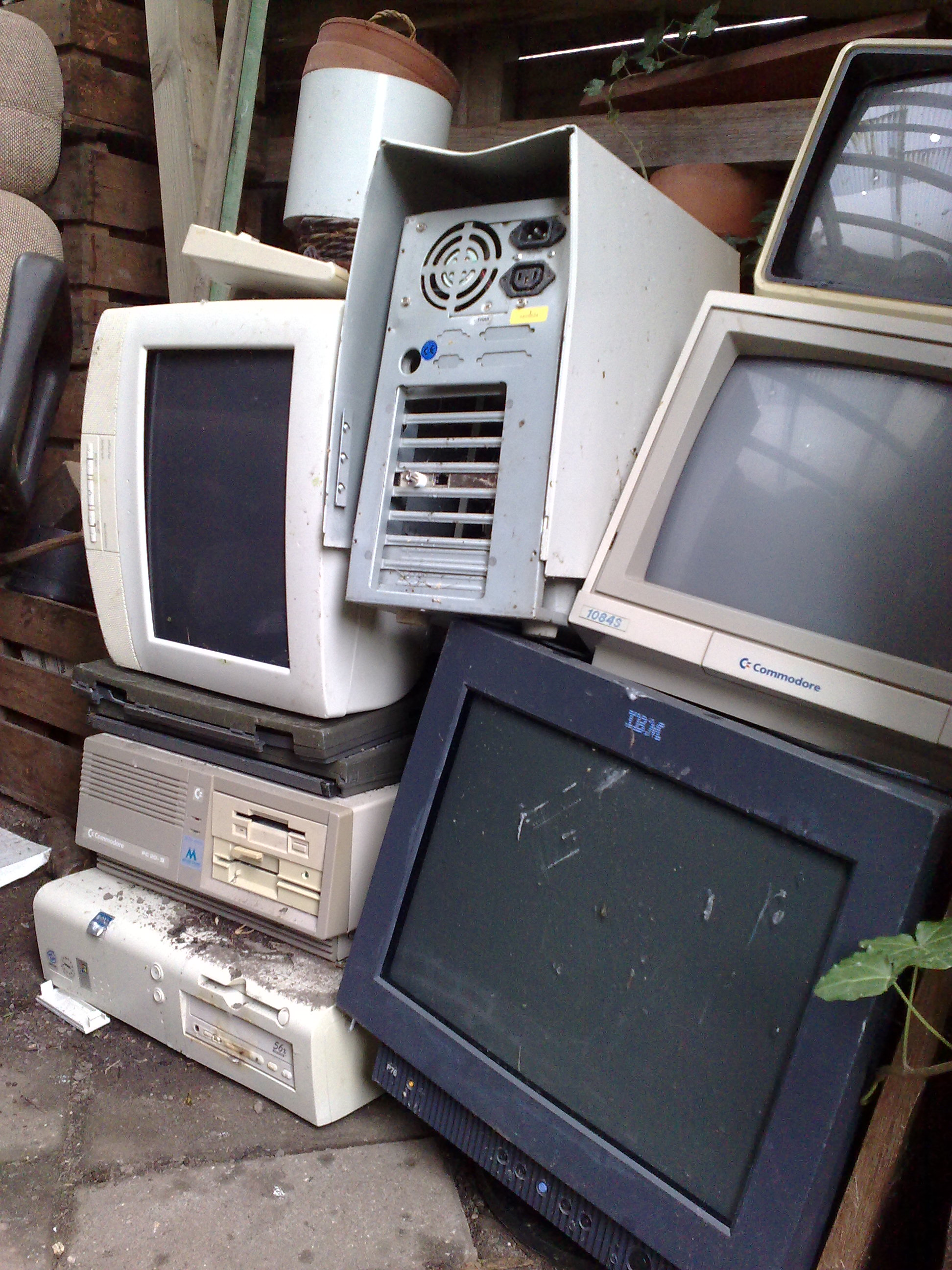
أجهزة كمبيوتر معيبة في كومة نفايات

تُصنف النفايات الإلكترونية على أنها مستخدمة من المعدات الكهربائية والإلكترونية بما في ذلك الثلاجات والهواتف المحمولة وأجهزة الكمبيوتر. شهدت إفريقيا استخدامًا كبيرًا لأجهزة الكمبيوتر الشخصية والهواتف المحمولة في العقد الماضي. أنتجت القارة 2.5 كجم للفرد من النفايات الإلكترونية في عام 2019، وهو أدنى معدل في العالم. يتم استيراد 60٪ من النفايات الإلكترونية إلى القارة، وغالبًا ما تجري معالجتها يدويًا بقصد إعادة بيعها.
ميناء لاغوس في نيجيريا هو الموقع الرئيسي لاستيراد المعدات الكهربائية والإلكترونية وعاصمتها، إيكيجا، تخزن النفايات الإلكترونية المتقادمة. تقوم الولايات المتحدة وأوروبا بتوصيل المعدات الكهربائية والإلكترونية يوميًا إلى سوق إيكيجا، ولا يمكن إصلاح ما يقرب من 25 إلى 75٪ منها. يسمح غياب الهيئات التنظيمية في البلدان المتقدمة لهم بالتصدير إلى نقاط التفتيش المعرضة للخطر في نيجيريا، مما يؤدي إلى تفاقم الكمية المتزايدة من النفايات الإلكترونية. في الوقت نفسه، وفقًا لبرنامج الأمم المتحدة للبيئة، تنتج غانا وغرب إفريقيا أنفسهم 85 بالمئة من النفايات الإلكترونية التي تبقى في نهاية المطاف في غانا. حدد نفس برنامج الأمم المتحدة أنه جرى استيراد 215000 طن متري من المعدات الكهربائية والإلكترونية إلى غانا في عام 2009، مع إغراق 15 بالمئة في مكب أغبوغبلوشي في غانا. على نطاق أوسع، تتلقى غانا ونيجيريا وتنزانيا النفايات الإلكترونية من أوروبا والمملكة المتحدة.
يستخدم مصطلح «التسرب» لوصف التصدير غير المشروع للنفايات. تتبعت شبكة عمل بازل (BAN) وصول النفايات الإلكترونية إلى مراكز إعادة التدوير في عشر دول أوروبية واكتشفت أن 64٪ منها يجري شحنها لاحقًا إلى إفريقيا. بالإضافة إلى ذلك، حددت BAN المملكة المتحدة باعتبارها المصدر الرئيسي للمعدات الكهربائية والإلكترونية إلى البلدان المتخلفة. ويقارب تصدير دول أوروبا 352474 طنًا متريًا إلى البلدان النامية على الصعيد الوطني.

## الظروف والآثار الاقتصادية

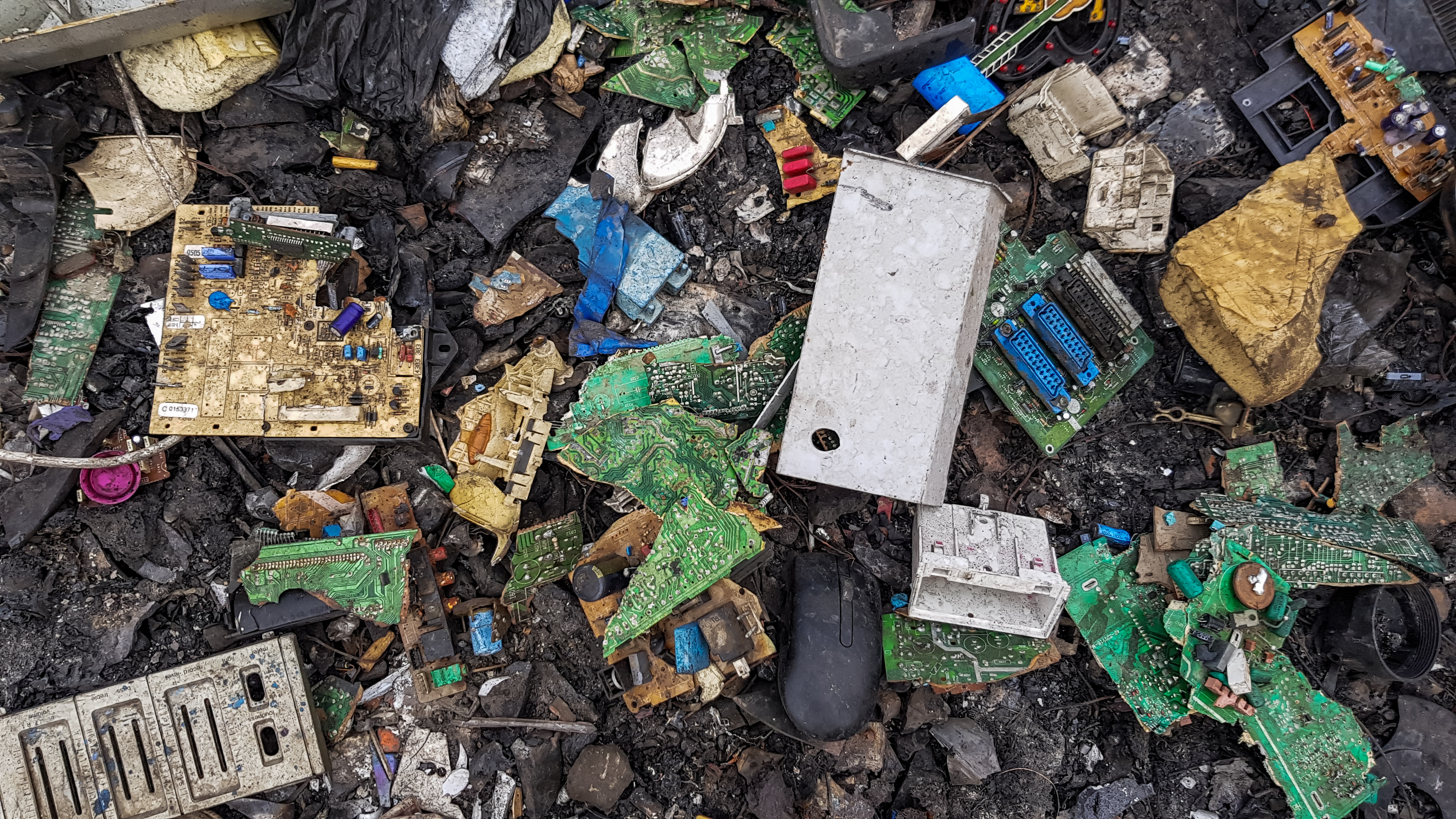
النفايات الإلكترونية في أغبوغبلوشي ، غانا

يجري البحث عن الذهب والنحاس والمعادن الثمينة الأخرى والمعادن في النفايات الإلكترونية، وعلى الرغم من الآثار البيئية والصحية العامة، يعمل الناس بشكل غير رسمي في مكبات النفايات. يوفر أغبوغبلوشي العمل لما يقدر بـ 4500 إلى 6000 شخص، وقد جعلت المنتجات الثانوية من النفايات الإلكترونية من الأعمال التجارية العالمية. يجري توليد ما يقارب 105 إلى 268 مليون دولار أمريكي من السوق بينما يستفيد منها أيضًا 200000 شخص. في غانا أيضًا، يعاد توجيه الألومنيوم الذي يُحصل عليه من النفايات الإلكترونية لأغراض تصنيع أواني الطهي ثم بيعه في السوق.
في مصر، تعد إعادة التدوير ضرورة في السوق إذ يبحث المستخدمون عن المنتجات المستعملة والمستخدمة. خلال السنوات الثماني الماضية، زادت مشتريات الهواتف المحمولة وأجهزة الكمبيوتر بأكثر من 20 مرة. يقوم القطاع غير الرسمي في اقتصادها بجمع النفايات الإلكترونية ونقلها، وسحب المواد القيمة منها، وبيع هذه المواد للقائمين بإعادة التدوير بين المستهلكين الآخرين. يمكن اشتقاق مواد إضافية من النفايات الإلكترونية ويمكن للقائمين على إعادة التدوير مقايضتها بشركات. يمكن حرق لوحات الدوائر والأسلاك من أجل النحاس دون تدخل الدولة. بشكل عام، على الرغم من خطورة التعامل مع النفايات، يرتدي عدد قليل من العمال القفازات والنظارات الواقية وما إلى ذلك.

## الآثار البيئية وصحة الإنسان

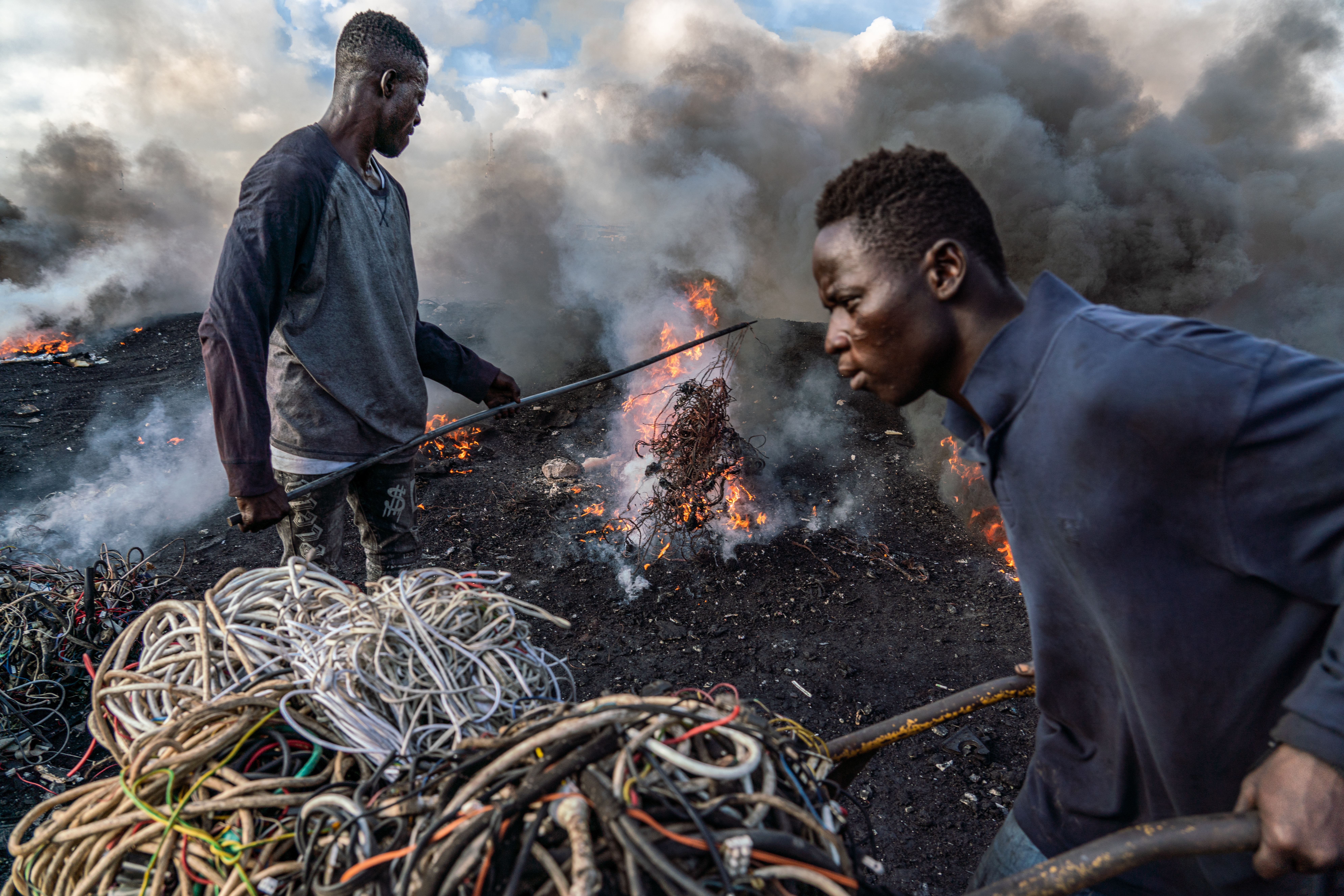
عمال في أغبوغبلوشي ، غانا

في عام 2012، كشفت دراسة ميدانية أُجريت حول أغبوغبلوشي لتقييم المخاوف المحلية بشأن مستوطنات النفايات الإلكترونية غير الرسمية أن 96٪ من المستجيبين لاحظوا زيادة في المخاوف الصحية نتيجة للتسويات والعمليات المتعلقة بالنفايات. شكك 30٪ من المجيبين في تكاثر البعوض وما تلاه من ارتفاع في مخاطر الملاريا، بينما ذكر 40٪ إصابات جسدية نتيجة حوادث في مدافن النفايات نفسها. ينتج عن حرق النفايات الإلكترونية جسيمات سامة في الغلاف الجوي من المعادن والبلاستيك المستخدمة في الأجهزة والأسلاك ولوحات الدوائر الكهربائية، وما إلى ذلك. غالبًا ما يؤدي استنشاق هذه السموم إلى مشاكل في الجهاز التنفسي للسكان القريبين. تشمل الأعراض الأخرى الصداع وتهيج الجلد وأمراض الجهاز الهضمي ومضاعفات الكبد وتسمم الأجنة. تتسرب مواد كيميائية مثل الزئبق والنحاس والرصاص والزرنيخ من النفايات الإلكترونية إلى التربة ومجاري المياه، مما يؤدي إلى تراكم المواد الكيميائية الضارة في النظام البيئي وسلاسله الغذائية. يؤدي التوسع في مواقع النفايات الإلكترونية وممارسات إدارة النفايات غير المرضية إلى آثار سلبية على الزراعة: تصبح المساحة محدودة لرعي الحيوانات وإمكانات إنتاج المحاصيل.